# حزب الإصلاح الكندي
حزب الإصلاح الكندي هو حزب يميني شعبوي ذو توجه سياسي فيدرالي محافظ في كندا، اُنشئ بهذا الاسم من عام 1987 إلى 2000. تأسس حزب الإصلاح باعتباره حركة احتجاجية اتخذت من غرب كندا مقرًا لها لتصبح في نهاية المطاف حزبًا شعبويًا محافظًا، ساد فيه تأثير يميني مسيحي قوي وعناصر اجتماعية محافظة. تمثل الدافع وراء تأسيس الحزب بالحاجة المتصورة للإصلاحات الديمقراطية واستياء غرب كندا من حزب المحافظين التقدمي.
اعتُبرت حركة الإصلاح، بقيادة مؤسسها بريستون مانينغ خلال فترة وجودها، حركة شعبوية اكتسبت شعبية وزخمًا سريعين في غرب كندا. في عام 1989، فاز الحزب بأول مقعد له في مجلس العموم قبل أن يحقق نجاحًا انتخابيًا كبيرًا في الانتخابات الفيدرالية لعام 1993، عندما نجح في استبدال حزب المحافظين التقدمي ليصبح بذلك أكبر حزب محافظ في كندا. في المعارضة، دعا الحزب إلى ضبط الإنفاق والتخفيضات الضريبية والقيود المفروضة على الهجرة وإصلاح شامل للمؤسسات السياسية الكندية. أثار الحزب جدلًا بشأن التصريحات التي أدلى بها أعضاؤه حول الهجرة وقضايا المثليين وكيبيك. في الانتخابات الفيدرالية عام 1997، حاول الحزب تحقيق نجاح وطني بترشيح مرشحين في جميع المقاطعات والأقاليم. على الرغم من أنه أصبح حزب المعارضة الرسمي، دفع النصر الليبرالي وفقدان الأمل من عدم وجود مقاعد في الشرق العديد من أعضاء الحزب إلى التشكيك في توجهاته المستقبلية.
سعى الحزب إلى توسعة منصته لتتجاوز قاعدته المناطق الإقليمية الكندية الغربية من أجل استيعاب أفكار كندا الشرقية، وفي عام 2000، غير الحزب اسمه إلى التحالف الكندي، واندمج مع حزب المحافظين التقدمي في عام 2003 لتشكيل حزب المحافظين الحديث في كندا.

## نظرة عامة
في عام 1987، تأسس حزب الإصلاح الكندي ضمن مساعي تحقيق المصالح الكندية الغربية. انتُخب بريستون مانينغ، نجل رئيس وزراء ألبرتا السابق إرنست مانينغ، ليصبح أول زعيم للحزب.
تزامنًا مع انهيار الائتلاف الانتخابي لحزب المحافظين التقدمي 1984-1993 الذي مثل السكان الغربيين والأونتاريين الريفيين والقوميين في كيبيك، تضاعفت ثروات حزب الإصلاح. دخل الحزب البرلمان للمرة الأولى في عام 1989، عندما فازت ديبورا غراي في انتخابات فرعية في ريف ألبرتا، بحصيلة تجاوزت ثلاثة أضعاف مجموع أصوات الانتخابات العامة لعام 1988.
حقق الحزب نجاحًا ساحقًا في الانتخابات الفيدرالية لعام 1993، عندما حصل على 52 مقعدًا، يتقدمه حزب الكتلة الكيبيكية بمقعدين فقط، والذي أصبح حزب المعارضة الرسمي. في التصويت الشعبي الذي أُجري على مستوى البلاد، احتل حزب الإصلاح المرتبة الثانية بعد الليبراليين، بقيادة جان كريتيان، ويُعزى ذلك إلى الأداء القوي في الغرب، فضلًا عن جميع أشكال الدعم المقدمة من حزب المحافظين التقدمي في غرب كندا، ولا سيما في المناطق الريفية، والتي مُنحت إلى حزب الإصلاح. مع ذلك، كان تركيز دعم حزب الكتلة الكيبيكية أكثر من ذلك بقليل، ما سمح له بالإطاحة بحزب الإصلاح ليصبح المعارضة الرسمية. مع ذلك، اعتبر الليبراليون حزب الإصلاح ممثل المعارضة الرئيسي في جميع القضايا الأخرى التي لم تكن خاصة بكيبيك. فضلًا عن ذلك، تمكن زعيم الكتلة لوسيان بوتشارد باعتباره زعيم المعارضة من لقاء الرئيس الأمريكي الزائر بيل كلينتون، وعقد مانينغ اجتماعًا مع كلينتون من أجل الحد من نفوذ بوتشارد الانفصالي.
ركز برنامج حزب الإصلاح وسياساته على حقوق الفرد ومسؤولياته ومجلس الشيوخ والإصلاحات الديمقراطية الأخرى فضلًا عن مسؤولية الحكومة المالية. مع ذلك، تعرض الحزب لهجوم حزبي مستمر بسبب اتباعه سياسة متطرفة غير متسامحة بالإضافة إلى عدد من التصريحات التي أدلى بها نواب حزب الإصلاح والتي اعتُبرت عنصرية ومعادية للمثليين ومتحيزة جنسيًا. في انتخابات عام 1997، لم يحقق الحزب نجاحًا كبيرًا، ولكنه نجح في أن يصبح المعارضة الرسمية.